# Bom para ótimo
Empresas Feitas para Vencer: Porque é que Algumas Empresas Dão o Salto... e Outras Não (Good to Great: Why Some Companies Make the Leap... and Others Don't) é um livro de gestão escrito por Jim C. Collins que descreve como as empresas passam de ser boas empresas para se tornarem grandes empresas, e como a maioria das empresas não consegue fazer essa transição. O livro foi um bestseller, vendendo quatro milhões de cópias e alcançando um público muito além do tradicional dos livros de negócios. O livro foi publicado em 16 de outubro de 2001.

## As empresas "Good to Great"

### Grandes empresas e os seus comparadores
Collins identifica onze exemplos de "grandes empresas" e compara-os com outras empresas, semelhantes em tipo de indústria e oportunidade, mas que não conseguiram atingir o crescimento de "good-to-great" demonstrado pelas grandes empresas:
| Ótima empresa                                                                  | Comparador                                                                                            |
| Laboratórios Abbott                                                            | Upjohn                                                                                                |
| Circuit City Stores (declarou falência em 2008; relançamento da marca em 2016) | Silo                                                                                                  |
| Fannie Mae                                                                     | Banco Great Western                                                                                   |
| Gillette Company (agora uma marca da Procter & Gamble )                        | Warner-Lambert Co                                                                                     |
| Kimberly Clarke                                                                | Empresa de papel Scott                                                                                |
| Kroger                                                                         | A&amp;P (declarou falência em 2010 e 2015; todos os supermercados foram vendidos ou fechados em 2015) |
| Nucor                                                                          | Aço de Belém                                                                                          |
| Philip Morris                                                                  | RJ Reynolds                                                                                           |
| Pitney Bowes                                                                   | Addressograph                                                                                         |
| Walgreens                                                                      | Eckerd                                                                                                |
| Wells Fargo                                                                    | Banco da América                                                                                      |

### Empresas que não sustentaram o sucesso
Collins inclui seis exemplos de empresas que não conseguiram manter a sua transição para a grandeza. Estas empresas, "... são analisadas separadamente como um grupo distinto":
| Comparações não sustentadas |
| Burroughs                   |
| Chrysler                    |
| Harris                      |
| Hasbro                      |
| Empregada de borracha       |
| Teledyne                    |

## Resposta

### Louvor
O livro foi "citado por vários membros do CEO Council do Wall Street Journal como o melhor livro de gestão que leram".
Publishers Weekly considerou-o "valioso", embora "muitas das perspetivas de Collins sobre a gestão de negócios sejam surpreendentemente simples e de senso comum".
Foi descrito como "uma análise profundamente investigada..." na lista da Time dos 25 Livros de Gestão Empresarial Mais Influentes.

### Crítica
No seu artigo de 2012, The Moral Fox, Peter C. DeMarco identifica o erro fatal no livro de Collins, ao colocar o "bom" em oposição direta à "grandeza", criando assim, involuntariamente, um substituto para a ganância. DeMarco volta à fábula original de Esopo para expor e corrigir o erro.
Holt e Cameron afirmam que o livro fornece uma "receita genérica de negócios" que ignora as "oportunidades e desafios estratégicos específicos".
Steven D. Levitt observou que algumas das empresas selecionadas como "grandes" enfrentaram sérios problemas, como a Circuit City e a Fannie Mae, enquanto apenas a Nucor "superou dramaticamente o mercado de ações" e a "Abbott Labs e o Wells Fargo tiveram um desempenho aceitável". Ele também afirma que investir no portfólio das 11 empresas abordadas no livro, em 2001, resultaria, na verdade, num desempenho inferior ao S&P 500. Levitt conclui que livros como este são "principalmente retrospectivos" e não podem oferecer um guia para o futuro.
John Greathouse alega, numa crítica, que Collins afirmou uma vez: "Os livros nunca prometeram que essas empresas seriam sempre grandes, apenas que um dia foram grandes". Greathouse afirma que essa declaração foi uma tentativa de Collins de defender o livro e outros trabalhos anteriores. Greathouse também expressa a opinião de que o livro de Collins, How the Mighty Fall: And Why Some Companies Never Give In, culpa algumas das empresas falidas por terem mudado drasticamente após a publicação dos livros de Collins.
Phil Rosenzweig descreve erros nas suposições de pesquisa fundamentais de Good to Great. Primeiro, a forte dependência de artigos de revistas como fontes de pesquisa introduz vieses de "efeito halo". Ele também aponta a ilusão do Wrong End of the Stick nas alegações sobre o "hedgehog concept" no livro, argumentando que as empresas bem-sucedidas têm o luxo de se focarem, algo que não é possível para empresas menos bem-sucedidas. Finalmente, ele observa a presença da ilusão da Organizational Physics, em que Collins não evita cuidadosamente confundir correlação com causalidade.